# アブドッラー (アストラハン・ハン国)

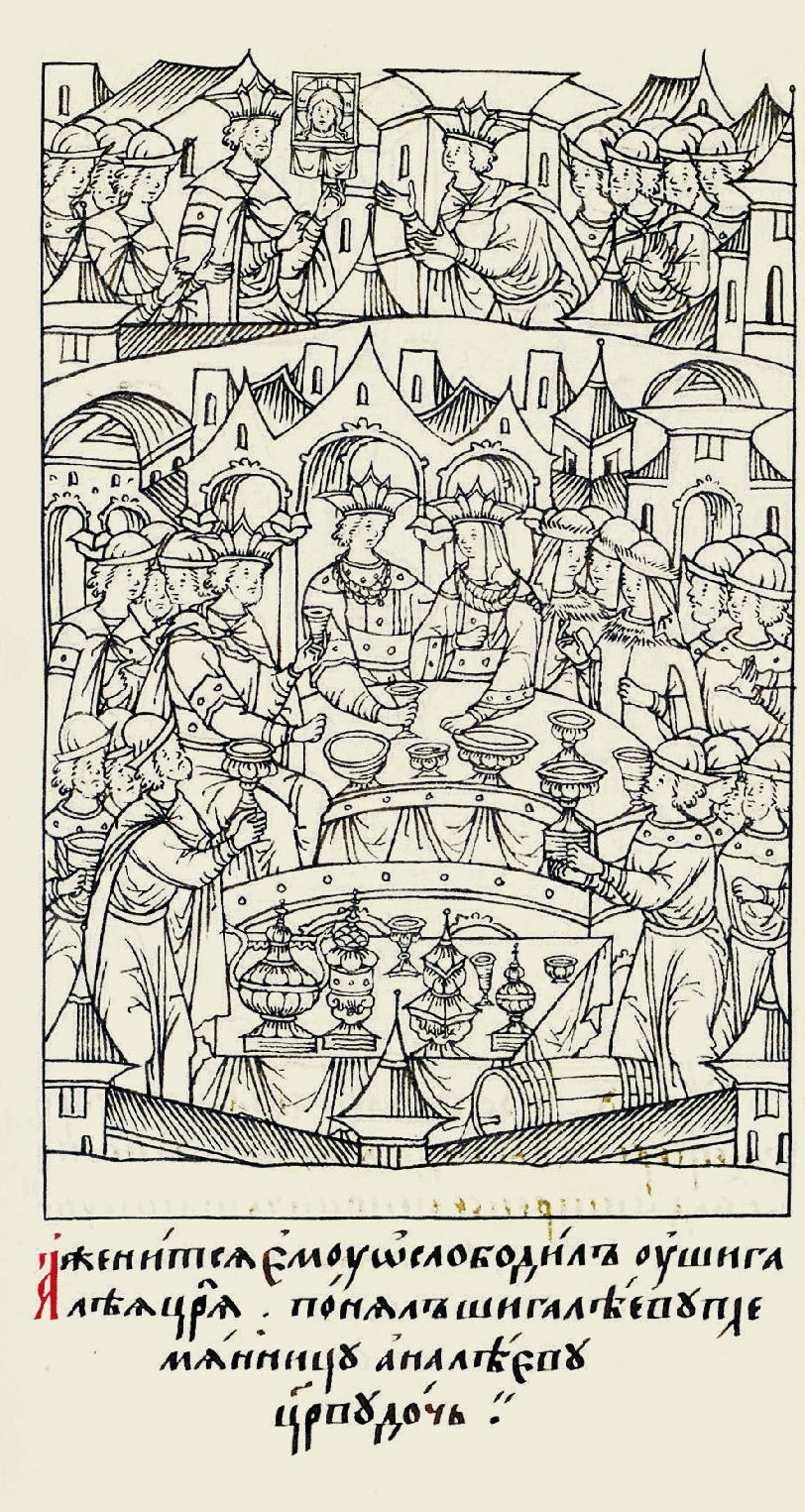
カイブラの結婚式 (『イヴァン雷帝の絵入り年代記集成』)

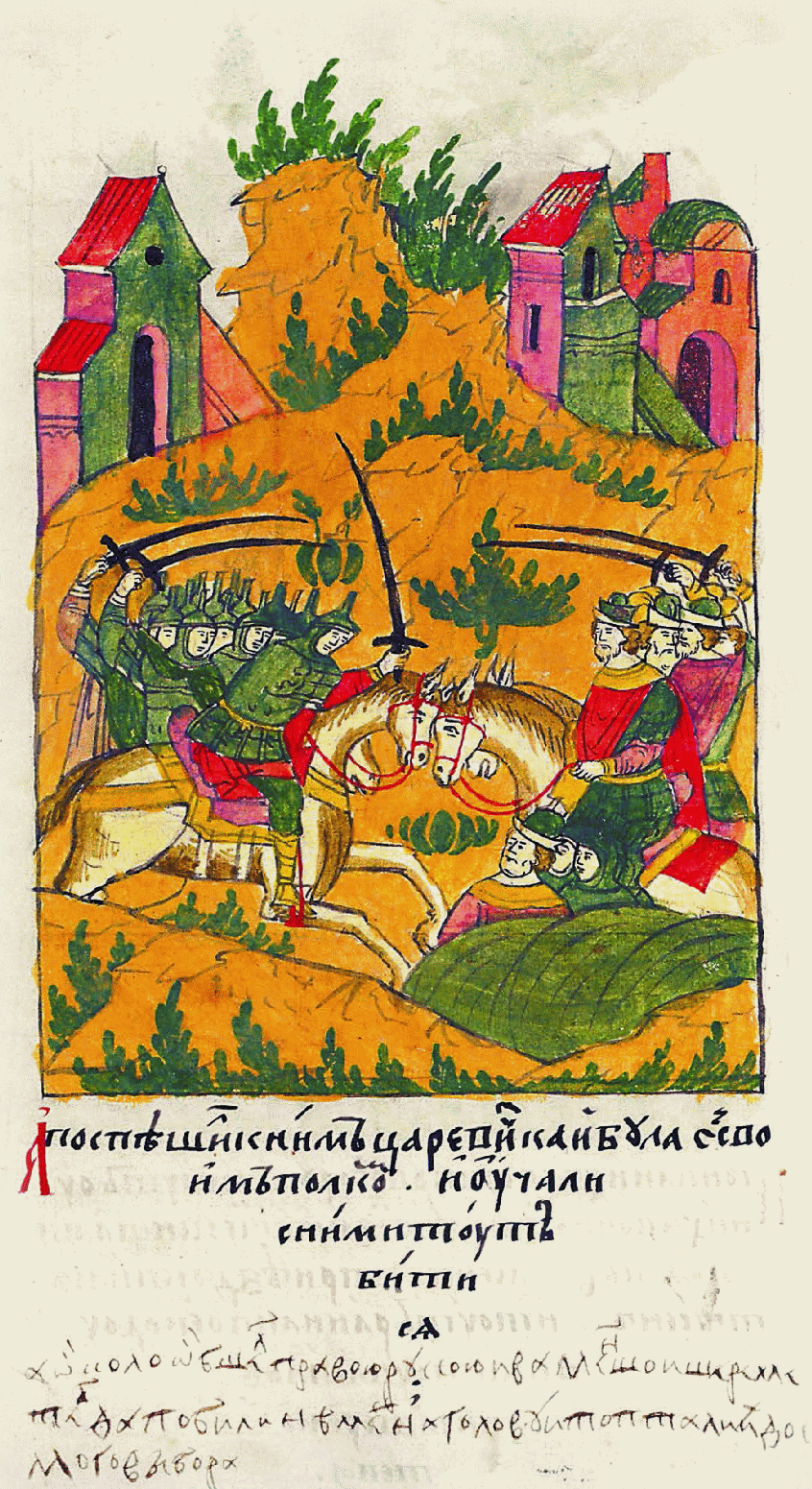
ドイツ人と戦うカイブラ (『イヴァン雷帝の絵入り年代記集成』)

アブドッラー（タタール語: عبد الله, ラテン文字転写: Abdulla, 1533年 - 1570年）は、アストラハン・ハン国の王族。カイブラ（ロシア語: Кайбула, ラテン文字転写: Kaibula）とも。

## 生涯
アストラハン・ハン国の君主であったアク・クベクの子で、大オルダの君主であったアフマド・ハンの曾孫にあたる。1552年5月にカシモフに送り込まれた。ロシアに到着したアブドッラーはモスクワ大公イヴァン4世の命によってジャーン・アリーの娘を妻とし、封地としてユーリエフを与えられた。
1570年に死去。カシモフのシャー・アリー・ハン廟に葬られた。

## 子女
- ブダリ（ロシア語版）（1558年 - 1583年）
- ムスタファ・アリー（カタルーニャ語版） - カシム・ハン国第11代君主
- アルスラーン・アリー - ルザの領主。
- サイン・ブラト
- ムルタザ・アリー（ロシア語版）（聖名：ミハイル・カイブロヴィチ[1]、生年不詳 - 1575年） - ズヴェニゴロドの領主。

## 参考書籍
- Ludwig Steindorff (2010/3/27). Religion und Integration im Moskauer Russland: Konzepte und Praktiken, Potentiale und Grenzen 14.-17. Jahrhundert. Otto Harrassowitz Verlag. ISBN 978-3447061162
- Henry Hoyle Howorth (2008/11/30). History of the Mongols from the 9th to the 19th Century: The So-Called Tartars of Russia and Central Asia. Cosimo, Inc. ISBN 978-1605201344

| スタブアイコン | サブスタブ | この項目は、まだ閲覧者の調べものの参照としては役立たない、人物に関連した書きかけの項目です。この項目を加筆・訂正などしてくださる協力者を求めています（P:人物伝/PJ:人物伝）。 |